# Платан у Нікітському ботанічному саду
Платан в Нікітському ботсаду. Зростає у Верхньому парку біля нижнього входу до Нікітського ботанічного саду, Крим. Обхват стовбура 6,70 м, висота 25 м, вік близько 200 років. Дерево у гарному стані. Один із найбільших платанів у Криму і Україні.

## Ресурси Інтернету
- Фотогалерея самых старых и выдающихся деревьев Украины

## Виноски
1. 1 2   Шнайдер С. Л., Борейко В. Е., Стеценко Н. Ф. 500 выдающихся деревьев Украины. — К.: КЭКЦ, 2011. — 203 с.